# Diphyus pedatus
Diphyus pedatus là một loài tò vò trong họ Ichneumonidae.